# Сосибије
Сосибије (грч. Σωσιβιoς) је био главни министар египатскога краља Птолемеја IV Филопатора. Заслужан је за ликвидације бројних чланова краљеве породице. Полибије га је оцрнио као мајстора за сплетке, који је лошом управом ослабио Египат, тако да је неспреман дочекао Четврти сиријски рат са Антиохом III Великим. Дипломатским вештинама одгодио је Антиохов поход и искористио време за прикупљање најамника и стварање прве домаће војске обучене да се бори у македонској фаланги. Створио је основе за египатску победу у бици код Рафије 217. п. н. е. Касније се поред њега истицао и Агатокле од Египта као подједнако важан Птолемејев министар, а њих двојица су након смрти Птолемеја IV Филопатора 205. п. н. е. постали заједнички регенти Птолемеја V Епифана. Недуго након тога Агатокло од Египта је изгледа ликвидирао Сосибија.

## Главни министар Птолемејевога двора
Не зна се поуздано ништа о његовим родитељима, али претпоставља се да му је отац био Сосибије из Тарента. Међутим одмах након доласка на власт 221. п. н. е. Птолемеја IV Филопатора имао је највећи утицај на младога краља и држао је готово све дизгине власти у својим рукама. Био је главни министар. Постојали су и други чланови краљевске фамилије, који су ометали Сосибија у вршењу готово апсоутне власти. Били су то краљева мајка Береника, краљев брат Маг и краљев стриц Лизимах. Најпре је ликвидирао Лизимаха, затим Мага и Беренику. Сосибије је током планирања ликвидације Мага и Беренике имао проблем са дворјанима и са страним најамницима у египатској служби, који су могли да омету извођење плана. Добио је од Птолемеја одобрење за њихову ликвидацију. Пре уклањања Магаса и Беренике обраћао се разним дворјанима придобијајући их великим очекивањима. План о преврату поверио је избеглом спартанском краљу Клеомену III. Клеомен III га је охрабрио рекавши да ће 3.000 најамника са Пелопонеза и 1.000 са Крита сигурно њега послушати, тако да Сосибије нема разлога да се боји најамника. Ликвидацијом Мага и Беренике Сосибије је учврстио Птолемејеву и своју власт.

## Обрачун са Клеоменом
Након тога одлучио је да се реши Клеомена III, који је био вођа најамника у египатској служби. Клеомен III је током живота Птолемеја III Еуергета веровао да ће се вратити на трон, али након његове смрти изјаловиле су се његове наде да ће добити војску и флоту за освајања у Грчкој. Пошто више није било Антигона Досона Сосибије се бојао да ће Клеомен овладати Грчком, па да ће онда постати ривал самом Египту. Сосибије се осим тога бојао његовога утицаја на најамнике, па га је ухапсио. Клеомен је након бега из затвора 219. п. н. е. позвао у Александрији народ на устанак, али није успео у свом покушају и убијен је. Сосибије је дао да се убију Клеоменова жена и деца. Поред Сосибија Птолемејем су владали Агатокле од Египта, његова сестра Агатоклеја и њихова мајка.

## Ствара прву домаћу египатску фалангу
Египат је под Сосибијевом управом неспреман дочекао Четврти сиријски рат са Антиохом III Великим. Краљ Птолемеј IV Филопатор одао се разврату и раскоши, па је сву администрацију препустио Сосибију. Због свега тога запуштене су јавне финансије и војска, па Египат није имао довољно јаку војску за Четврти сиријски рат. Антиох Велики је 219. п. н. е. освојио веома важну луку Селеукију Пјерију. Покренуо је велику офанзиву и заузео велики део Коиле Сирије. Сосибије и Агатокле од Египта су онда започели мировне преговоре са Антиохом да би добили на времену и регрутовали и обучили египатску војску. Они су се обратили Родосу, Бизанту, Кизику и Етолији и молили су их да се укључе у преговоре. Долазак преговарачких мисија омогућио је Сосибију и Агатоклу да спроведу боље припреме. Регрутовали су много страних најамника, а посебну пажњу обратили су обуци домаће војске. По први пут почео је да обучава домаће становништво тактици борбе у македонској фаланги. До 217. п. н. е. Египат је имао довољно јаку војску да се супротстави Антиоху Великоме.

## Заслужан за победу у Четвртом сиријском рату
Одлучна битка код Рафије за контролу над Коиле Сиријом одиграла се 217. п. н. е. У бици је победила египатска војска под номиналном командом Птолемеје IV Филопатора, а фактичком командом Сосибија. На почетку битке десна крила две војске су побеђивала, тако да су на попришту остале две фаланге. Сосибије је командовао Птолемејевом македонском фалангом, која је брзо натерала у бег Антиохову фалангу. Након битке Птолемеј је без борби заузео Рафију и друге градове. Антиох Велики је тражио мировни споразум и предао је натраг Коиле Сирију задржавши Селеукију Пјерију. Сосибијева обука локалнога египатскога становништва за борбу у македонској фаланги имала је далекосежне последице. Побуне против Птолемејида постале су учесталије. Самопоуздање Египћана представљало је један од разлога побуне и отцепљења дела Египта. Горњи Египат се отцепио и био је независан од 205. п. н. е. до 186. п. н. е. Дошло је и до јачања утицаја домаћега елемента у птолемејској администрацији и култури.

## Покушај спасавања Ахеја
Сосибије је послао Крићанина Болиса са задатком да спаси одметнутога селеукидскога војсковођу Ахеја, који се налазио под опсадом Антиоха Великога у Сарду. Болис је успоставио везу са командантом Антиохове крићанске јединице, која је учествовала у опсади акропоља у Сарду. На основу тога Болис је обећао Ахеју да ће га ослободити. Болис се онда обратио Антиоху и од њега је добио новац ако му преда Ахеја. Ахеј је поверовао Болису, па је са њим изашао из тврђаве, а Болис га је заробио и предао Антиоху.

## Сосибије и Агатокло заједнички регенти
Сосибије је током владавине краља Птолемеја IV Филопатора задржао своју власт. Делио ју је у извесној мери са другим моћним министром Агатоклеом од Египта. Међутим веома мало информација имамо о том задњем периоду његовога живота. Када је умро краљ Птолемеј IV Филопатор Сосибије и Агатокло су се бојали да ће изгубити свој положај. Бојећи се да ће регентство да преузме удовица и сестра преминулога краља Арсиноја III њих двојица су организовали њено убиство. Сособије и Агатокло од Египта прогласили су се регентима малолетнога краља Птолемеја V Епифана. Изгледа да је Агатокло после тога успео да убије Сосибија, али о томе нема историјске белешке.